# US Open (teniszbajnokság)
A US Open (United States Open) az év utolsó, negyedik Grand Slam-tenisztornája. Minden év augusztusában–szeptemberében rendezik meg, a torna két héten keresztül tart. A fő versenyszámok: női és férfi egyes, női és férfi páros és vegyes páros. Ezen kívül tartanak versenyeket a junioroknak és a kerekesszékeseknek, valamint meghívásos alapon a már visszavonult, s legendásnak tartott teniszezőknek is.
Az első tornát férfiak számára 1881-ben, nők részére 1887-ben rendezték meg. A jelenlegi helyszínre 1978-ban költözött a viadal, amelyet kemény pályákon játszanak a New York-i Flushing Meadowsban található USTA Billie Jean King National Tennis Centerben.

## A US Open története

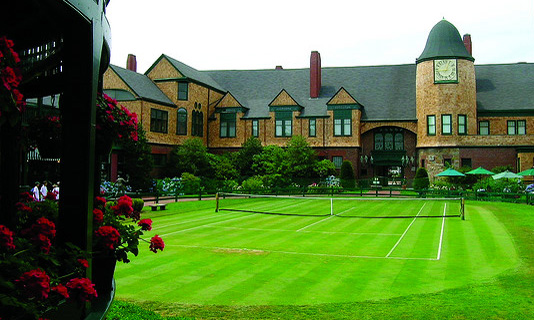
Newport Casino, az első verseny helyszíne

A US Open egy eredetileg a felső rétegeknek szóló exkluzív tornából nőtte ki magát egy több tíz millió dollár összdíjazású, több mint hatszáz női és férfi profi teniszező részére rendezett teniszbajnoksággá.
Az első tornát – férfi egyesben és párosban – 1881 augusztusában Rhode Islanden, a Newport Casino füves pályáin tartották meg, s csak az ugyanazon év májusában megalapított United States National Lawn Tennis Association tagjai vehettek részt rajta. A nők számára hat évvel később, 1887-ben rendezték meg az első viadalt a pennsylvaniai Philadelphia Cricket Clubban, ekkor még csak egyesben, majd 1889-től párosban is. A vegyes párosok versenyére ugyanezen a helyszínen, 1892-ben került sor először.
A férfiak tornája 1915-ben új helyre költözött, a New York-i Forest Hillsben található West Side Tennis Club füves pályáira. A női tornát 1921-től szintén itt tartották, de éppen ekkortól a férfiak versenyét három évre áthelyezték Philadelphiába. 1924-ben fordult elő tehát első alkalommal, hogy a két nem képviselői ugyanazon a helyszínen versenyeztek. A Forest Hills-i pályák ekkortól évtizedeken át állandó helyszínnek bizonyultak, de csak az egyéni versenyzők számára, mivel a párosok és a vegyes párosok tornáját gyakran más városban tartották meg. Először 1942-ben rendezték itt mind az öt versenyszám küzdelmeit, de csupán átmenetileg.
Az open era kezdetekor, tehát 1968-ban aztán végleg összevonták az öt különböző viadalt US Open néven, amely ekkor már nyitott volt a professzionális teniszezők számára is. Az első nyílt teniszbajnokságon 96 férfi és 63 női teniszező vett részt, az összdíjazás 100 000 dollár volt.
A tornát 1974-ig füves borításon játszották, 1975-ben azonban a West Side Tennis Club zöld salakos pályákra vitte át a mérkőzéseket, mivel a játékosok egyre többet panaszkodtak a labda kevésbé kiszámítható pattogására a füvön. Ugyanebben az évben került sor az első villanyfényes mérkőzésekre is. A viadal azonban időközben kinőtte a Forest Hills-i lehetőségeket, így a salakos időszak csupán három évig tartott, s 1978-ban a torna átköltözött jelenlegi helyére, Flushing Meadowsba, ahol a 2019-ig használt kemény (DecoTurf) borítás váltotta fel a salakot.
Ugyanazon a tornán tehát néhány év leforgása alatt három különböző borításon játszhattak a játékosok, s Jimmy Connors volt az egyetlen teniszező, aki mindhármon meg tudta nyerni a US Opent (1974, 1976, 1978, 1982, 1983).

## Pályák
A helyszín 2006-ban kapta a USTA Billie Jean King National Tennis Center nevet Billie Jean King, a négyszeres US Open-bajnok amerikai teniszezőnő után. Az 1997-ben átadott, 23 700 fős befogadóképességével a világ legnagyobb teniszstadionjaként funkcionáló centerpálya neve Arthur Ashe stadion, amelyet az első nyílt bajnokságot megnyerő afroamerikai Arthur Ashe-ról neveztek el. A második legnagyobb lelátóval az 1978-ban megnyitott Louis Armstrong stadion rendelkezik, amely 1997-ig centerpálya volt (maga az épület egyébként 1965-ben készült el, de korábban más funkciót látott el). Eredetileg 18 000 ezer nézőt tudott befogadni, 1997-ben azonban átalakították, azóta 10 200 férőhelyes. A harmadik számú stadion a Grandstand (azaz Nagypálya), amely 5800 férőhelyes.
A DecoTurf borítás gyors, a labda alacsonyabbra pattan és kevésbé súrlódik, mint más kemény borítások esetén. 2005-ben a pályák vonalakon belül eső részének színét zöldről kékre változtatták, annak érdekében, hogy a nézők jobban lássák a labdát. 2006-ban egy másik újításra is sor került: ekkor a US Open lett az első a Grand Slam-tornák közül, ahol bevezették az ún. challenge-rendszert („sólyomszem”), amelynek segítségével vitás esetekben a játékosok ellenőrizhetik, kint vagy bent volt-e a labda.
2020 márciusában bejelentették, hogy a továbbiakban Laykold borítást használnak a pályákon.

## Lebonyolítás
A US Open mérkőzéseinek lebonyolítása egyedi a többi Grand Slam-tornáéhoz képest, mivel a döntő szettben is van rövidítés, tehát nem kell két gémmel nyerni.

## Döntők
- Férfi egyes döntők
- Női egyes döntők
- Férfi páros döntők
- Női páros döntők
- Vegyes páros döntők

## Megjegyzés
1. ↑  Más forrás szerint 22 547 fős a stadion befogadóképessége: All-time US Open Venues. Grandslamhistory.com. (Hozzáférés: 2012. augusztus 24.)